# Tomšičeva ulica, Ljubljana
Tomšičeva ulica je ena izmed ulic v Ljubljani.

## Bivša cesta
Prva Tomšičeva ulica, poimenovana po učitelju in pisatelju Ivanu Tomšiču, je bila poimenovana leta 1923 in sicer na Poljanah.
Valenčič, Vlado. (1989). Zgodovina ljubljanskih uličnih imen. Ljubljana: Zgodovinski arhiv, str. 160. (COBISS)</ref> 27. maja 1958 so to ulico preimenovali v Glonarjevo ulico.lado Valenčič|Valenčič, Vlado]]. (1989). Zgodovina ljubljanskih uličnih imen. Ljubljana: Zgodovinski arhiv, str. 232. (COBISS)</ref>

## Trenutna ulica
Druga ulica je nastala leta 1952, ko so preimenovali dotedanjo Knafljevo ulico po Tonetu Tomšiču, organizacijskemu sekretarju CK KPS.lado Valenčič|Valenčič, Vlado]]. (1989). Zgodovina ljubljanskih uličnih imen. Ljubljana: Zgodovinski arhiv, str. 225. (COBISS)</ref>

### Urbanizem
Ulica se prične pri stiku s Knafljevim prehodom in se slepo konča v smeri Bleiweisove ceste.
Na ulico se (od vzhoda proti zahodu) povezujejo: Beethovnova ulica, Zupančičeva ulica, Muzejska ulica in Prešernova cesta.
Ob ulici se nahajajo: Nama, stavba Državnega zbora Republike Slovenije, Rudolfinum (Narodni in Primorski muzej Slovenije), ljubljanska opera, Veleposlaništvo ZDA v Sloveniji, Veleposlaništvo Ruske federacije v Sloveniji, Moderna galerija Slovenije,...